# Великое приорство Российское (орден госпитальеров)

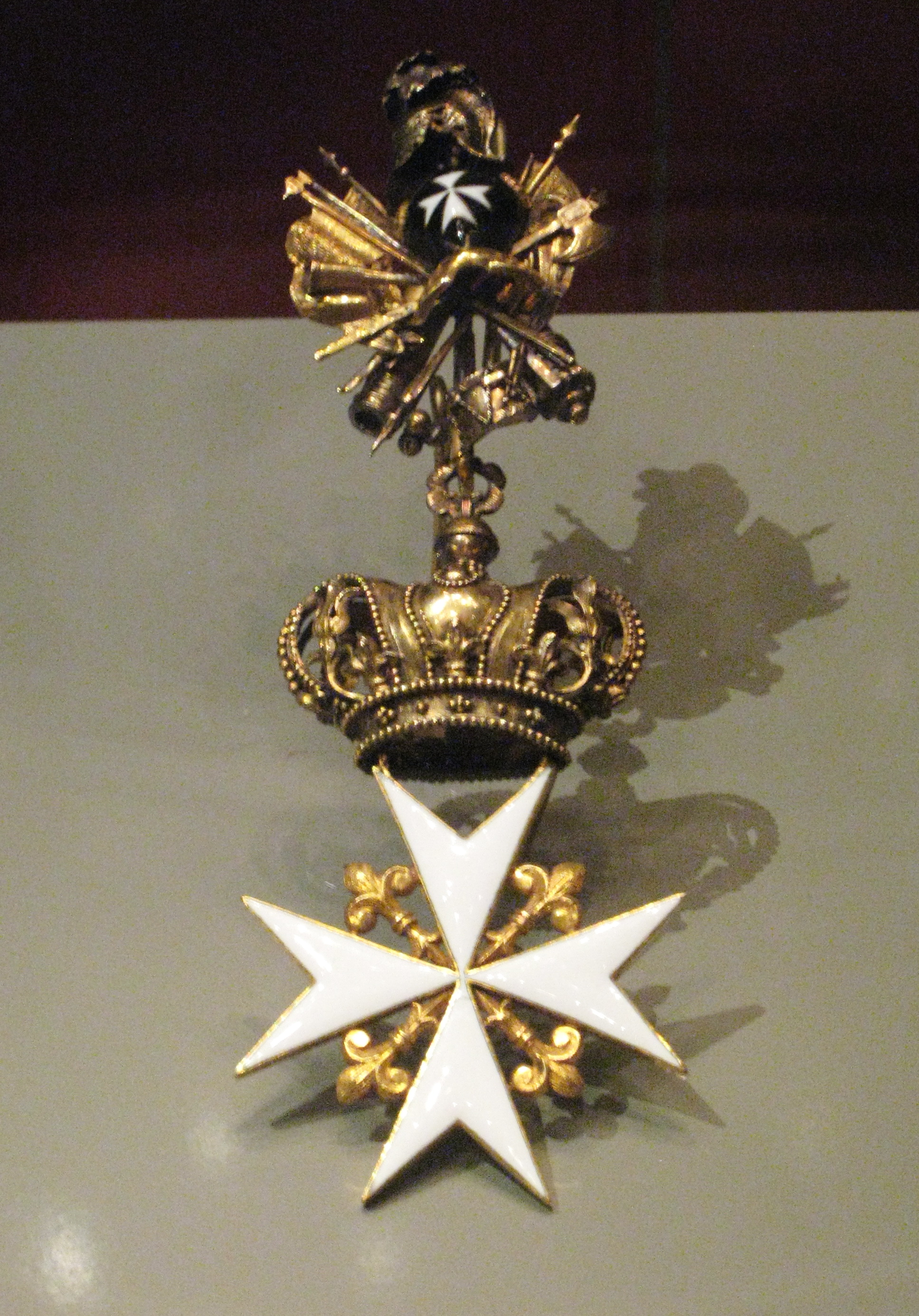
Знак ордена кавалера великого российского приорства. Начало 19 века. Золото, эмаль.

Великое приорство Российское (орден Госпитальеров) (Орден рыцарей госпиталя Святого Иоанна Иерусалимского или Мальтийский орден или орден рыцарей Родоса) — непрерывная традиция ордена Святого Иоанна.
Их различие появилось, когда Средиземноморский оплот на Мальте был захвачен Наполеоном в 1798 году, когда он вёл экспедицию в Египет.
Наполеон попросил безопасную гавань для пополнения запасов его кораблей и затем атаковал хозяина острова Валлетта. 
Великий Магистр Фердинанд фон Гомпеш не смог предвидеть или подготовиться к этой угрозе без эффективного руководства и сдался Наполеону.
Это было страшным оскорблением для большинства рыцарей, желающих защитить свою цитадель и суверенитет.
Орден продолжил своё существование в изгнании и вёл переговоры с европейскими правительствами для возвращения к власти.
Император России дал большинству рыцарей приют в Санкт-Петербурге, и это породило русскую традицию ордена Госпитальеров и признание законодательством Российской империи.
В благодарность рыцари объявили, что Фердинанд фон Гомпеш низложен, и император Павел I был избран великим магистром.
Решение Ордена было утверждено Папой, но из-за британского страха русского присутствия в Средиземном море и того, что многие рыцари были православными, Орден стал де-факто признанным, но де-юре не признавался идентичным или на одном уровне с образованием в XIX веке суверенного военного Мальтийского Ордена (СМОМ).

## Происхождение
Блаженный Жерар создал Орден Святого Иоанна Иерусалимского в противопоставление ранее созданному Бенедиктинскому Ордену. Орден предоставлял медицинскую помощь и защиту для паломников, посещающих Иерусалим. После успеха первого крестового похода, он стал независимым монашеским орденом, и тогда как обстоятельства того требовали он стал рыцарским Орденом. Великий Приорат Ордена переехал в Родос в 1312 году, где он правил как верховная власть, затем на Мальту в 1530 году в качестве суверенной власти.

## XVII век
В 1698 году Пётр Великий отправил делегацию в Мальту под руководством фельдмаршала Бориса Шереметева, чтобы наблюдать за подготовкой и способностями рыцарей Мальтийского ордена и их флота. Шереметев также исследовал возможность будущих совместных предприятий с рыцарями, в том числе действий против турок и потенциальной Российской военно-морской базы на Мальте.
Перед отъездом из Мальты, посол Шереметев установил дипломатические отношения и был посвящён в степень Рыцаря Преданности.

## XVIII век
Особые отношения между рыцарями и короной России продолжались и в XVIII веке.
С 1766 по 1769 Екатерина Великая послала многих выдающихся русских морских офицеров на специальную подготовку к рыцарям Мальты.
С 1770 до 1798 года было постоянное присутствие российского Военно-Морского Флота среди рыцарей Мальты.
С 1772 по 1773, Великий Магистр Пинто прислал бейлифа Саграмосо в качестве посла в Россию, с целью поддержания дружеских отношений Ордена с северным гигантом.
В 1789 г., бейлиф граф Джулио Ренато де Литта, находясь с официальным визитом мальтийских рыцарей, помогали с реорганизацией российского Балтийского флота, а затем служил в качестве командующего российским Императорским флотом в войне против Швеции.
В 1782 году императрица Екатерина отправила сына Великого Князя Павла посетить Великого Магистра де Рогана в знак своего уважения и восхищения. В следующем году она отправила графа Псаро в качестве посланника, посетить де Рогана на Мальте, чтобы укрепить её отношения с рыцарями Мальты, и в дальнейшем российского влияния в Средиземноморье.
В 1797 году, Павел I, Император России подписал договор с мальтийским орденом о создании Римско-католического Великого Приорства из 10 Командорств в России в качестве компенсации за потерю доходов из бывшего Великого Приорства Польского (состоявшего из 6 Командорств), которое располагалось на польской территории, аннексированной Россией.
В 1798 году, после захвата Наполеоном Мальты, Орден был разогнан, но большому количеству беглых рыцарей было дано убежище в Санкт-Петербурге, где российский Император Павел I был избран как их Великий Магистр, вместо Фердинанда Гомпеша, попавшего в опалу. Гомпеш отрекся от престола в 1799 году, под давлением со стороны австрийского двора, согласившись с тем, что Павел является Великим Магистром. Хотя Павел I был лидером Русской Православной Церкви, он принял руководство Римско-католическим орденом.

## XIX век — до Октябрьской революции 1917 года

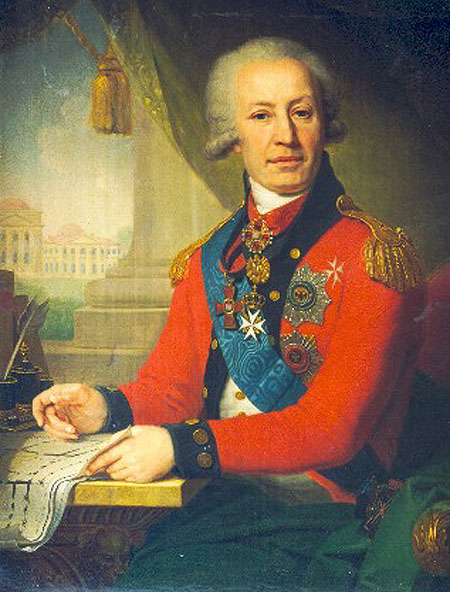
Граф Васильев, Рыцарь-Командор, и министр финансов при Александре I в России

В 1802 году, миссия Пажеского корпуса (основан в 1759 году как школа для подготовки придворных пажей) был расширен до военной академии, основанной на идеалах ордена Святого Иоанна. В 1810 году школа переехала во дворец суверенного ордена Святого Иоанна Иерусалимского. Она существовала на этом месте в Санкт-Петербурге на протяжении более ста лет (до революции).
Существуют разногласия по поводу того, что произошло дальше. После императорских указов Александра I в России в 1810/1811, имущество российского Великого Приорства в России было национализировано, как и имущество наследственных Командорств. Сторонники точки зрения, что отдельный российский орден существовал, сходятся на том, что финансовое и юридическое разделение русской традиции св. Иоанна от основной Римско-католической модели было создано главным образом ради уменьшения чрезмерных расходов, созданных Павлом, и наращением боевой готовности для борьбы против Наполеона. В начале мая 1802, Лорд Сент-Хеленс (британский министр при дворе России) сообщил достопочтенному Артуру Пэджету (Чрезвычайный Посланник и Полномочный министр при австрийском дворе), что император собирается сделать российский Приорат «независимым и отдельным сообществом», которое лишило бы, возможно, девяти десятых доходов!" Хотя император не принял эти меры с 1802 по 1810, нужда заставила его объявить независимость. Российской орден от 1810, был сродни Ордену немецких Иоаннитов, иоаннитской традиции, но юридически самостоятельной.
Противники интерпретации создания отдельного российского ордена утверждали, что император Александр I упразднил российское Великое Приорство в 1810 году не в последнюю очередь в целях присвоения имущества Командорств. Сторонники говорят, что это разночтение, которое ввело в заблуждение даже русских авторов, таких как А. Дуров. Указ от 26 февраля 1810 года, который лишил Ордена недвижимости, в частности, говорит, что Орден все-таки продолжает действовать, и что «все расходы, связанные с содержанием и управлением Ордена должны оплачиваться из государственной казны» цитируется по Указу. Противники утверждают, что эта ссылка относится к Мальтийскому ордену в Италии, который император признавал.
Придворный альманах после этого периода до сих пор упоминает орден Святого Иоанна, протектором которого был Александр Павлович. В 1813 году Альманах сообщал, что общее число членов русского Великого Приорства было 853, а католическое Великого Приорства насчитывал 152. Еще 21 член Ордена проживал в России, всего же было более 1000 членов.
Однако, нет никаких документальных свидетельств о каких-либо новых посвящениях в российский орден. Также не существует никаких свидетельств о выполнении русскими дворянами требований к членству в ордене и правопреемстве Командорства, изложенные в уставах, изданных императором Павлом. Также нет никаких сохранившихся свидетельств любых должностных лиц российского Великого Приорства за 1810 год. Пожалуй, самое показательное то, что нет никакой документации о том, что император Александр и его преемники подписали и провозгласили себя протекторами, Великими Магистрами или Великими Приорами.
Был еще указ, изданный в 1817 году, запрещавший армейским офицерам носить награды, полученные от иностранных держав, относящиеся к католическому ордену, который официально не существовал больше в России к тому времени. Такого указа не было когда-либо издано в отношении членов не Римско-Католического Великого Приорства Российского, и на самом деле все было наоборот.
Один из ведущих французских бейлифов военного мальтийского ордена, который учился в русской традиции написал в своей книге: "тем не менее Цари, в качестве исключения, разрешили старшим сыновьям потомственных командиров носить знаки отличия. Такое разрешение можно найти в отчетах военнослужащих от 19 октября 1867 года. (Де Таубе. с. 43), можно также найти имя Демидова, в качестве наследственного Командора в Альманахе де Гота (1885, с. 467 и 1923, стр. 556) и в Альманахе Санкт-Петербурга, 1913/14 с. 178 «Pierredon, Count Marie Henri Thierry Michel de, Histoire Politique de l’Ordre Souverain de Saint-Jean de Jerusalem, (Ordre de Malte) de 1789 à 1955, Vol 2, page 197».
В Собственной Его Императорского Величества канцелярии, в 1912 году, протоколом № 96803 существует разрешение графу Александру Владимировичу Армфельду носить знаки ордена Святого Иоанна Иерусалимского, с передачей этого права, после его смерти, его сыну.
Портреты русских дворян с знаками ордена Святого Иоанна можно найти на протяжении XIX века, списки членов можно найти в Придворном альманахе с начала XIX века до XX века.
Утверждают, что существуют доказательства существования ордена в России на протяжении всего XIX века и в XX веке; однако, только посредством вторичного доказательства в справочниках и т. д., а не в первоисточниках. Некоторые из этих работ включают в себя:
- Alzog, The Reverend Dr Johannes Baptist. Translated by The Reverend Dr F.J. Pabisch and the Reverend Thomas S. Byrne, Manual of Universal Church History, R. Clarke & Co. Cincinnati Ohio, 1874 Volume II.
- Brière, L. de la. a Knight of Malta, writing in L’Ordre de Malte, le Passé, le Présent, Paris, 1897.
- Burke, Sir Bernard (ed). The Book of Orders of Knighthood and Decorations of Honour of all Nations. Hurst and Blackett, London 1858.
- Chambers’s Encyclopædia, W. and R Chambers, London 1863, Vol V. Page 729.
- De Taube, Professor Baron Michel. L’Empereur Paul I de Russie, Grand Maître de l’Ordre de Malte, et son Grand Prieuré Russe, Paris 1955.
- Karnovich, Eugeme, Knights of Malta in Russia, St Petersburg, 1880.
- Leiber, Francis (Editor) Encyclopædia Americana, Carey and Lea, Philadelphia, 1832. Volume XI.
- Loumyer, Jean Francis Nicholas, Histoire, Costumes et Decorations de tous les Ordres de Chevalerie et Marques d’Honneur, Brussels Auguste Wahlen 1844.
- Magney C de, Recueil Historique des Ordres de Chevalerie, Paris 1843.
- Maigne, W. Dictionnaire Encyclopédique des Ordres de Chevalerie, Paris 1861.
- Romanoff, Grand Duke Nicolas Mikhailovitch, Portraits Russes, St. Petersburg; Tome I, Fascicle 1, Fascicle 2, Fascicle 3, Fascicle 4, 1905, Tome II, Fascicle 1, Fascicle 2, Fascicle 3, Fascicle 4, 1906, Tome III, Fascicle 1, Fascicle 2, Fascicle 3, Fascicle 4, 1907, Tome IV Fascicle 1, Fascicle 2, Fascicle 3, Fascicle 4, 1908, Tome V Fascicle 1, Fascicle 2, Fascicle 3, Fascicle 4, 1909.
- Yate, Arthur C, The Future of Rhodes, article in the Journal of the Central Asian Society Vol. I, 1914 Part II, The Central Asian Society, London 1914.[12]

## XX и XXI века
Русская традиция Госпитальеров Святого Иоанна продолжалась в Российской Империи. Русские эмигранты, которые покинули страну после революции в 1917 году, пытались следить за её поддержанием.
24 июня 1928 года группа из 12 российских потомственных командиров встретилась в Париже, чтобы восстановить деятельность российского Великого Приорства. Их поддержали три других русских дворянина, которые были аспирантами и признавались как рыцари, и потомственный Командор католического Великого Приорства Российского. Они признали над собой власть великого князя Александра Михайловича в 1933 году и великого князя Андрея Владимировича в 1956 году в качестве Великого Приора. В 1939 году великий князь Андрей и Совет приняли решение о создании Приорства в Дании — Приората «Дация». 9 декабря 1953 года Потомственные командоры провели встречу в Париже и составили Конституцию для Российского Великого Приорства в изгнании. В феврале 1955 года, Великое Приорство в Париже была зарегистрировано в соответствии с французским законодательством под наименованием «Великого Приорства Российского ордена Святого Иоанна Иерусалимского».
Великий князь России Владимир Кириллович стал протектором Парижской группы в 1956 году, но отказался от звания Великого Приора. Командор Николай Чирков стал деканом Союза до 1974 года. Князь Никита Трубецкой стал последним членом Совета Парижской группы.
В 1958 году было принято рабочее название «Союз потомков потомственных Командоров и Рыцарей Великого Приорства Российского Ордена св. Иоанна Иерусалимского». К 1975 году все первоначальное руководство умерло, и существование Парижской Группы пришло к юридическому концу, однако утверждается, что традиция была сохранена в Приорате «Дация» (который был признан правовых рамках Союза) наряду с потомками потомственных Командоров, связанных с Ассоциацией Великого Приорства Российского 
В 1977 году граф Николай Бобринский, вместе с несколькими из потомственных Командоров, также стал претендовать на сохранение этой традиции, создав организацию, которая стала известна как православный Орден рыцарей Святого Иоанна Великого Приорства Российского. Эта международная благотворительная и рыцарская группа в русской традиции базируется в Нью-Йорке, имеет более 600 сотрудников, в том числе руководителей и потомков нескольких семей потомственных Командоров, а также потомков Дома Романовых и других монархических домов, и сотрудничает с Департаментом общественной информации ООН.
Павел I учредил в соответствии с российским законодательством семьи Командоров Великого Приорства Российского с наследственными правами. Потомки этих Командоров, при поддержке членов императорской семьи, поддерживают русские традиции в изгнании. В последние дни Империи и в эмиграции они были известны как «потомственных Командоры». Командорами организована в рамках Великого Приорства Российского корпоративная организация, которая существовала под разными именами: «Ассоциации потомственных Командоров» (1928), «русская благотворительная Ассоциация потомков потомственных Командоров суверенного Мальтийского Ордена» (1929—1932), «Union des Commandeurs Hereditaires et Chevaliers du Grand Prieure Russe de l’Ordre de St Jean de Jerusalem» (1957—1958) и далее в качестве вышеупомянутого Союза (1958—1975). Сегодня различные группы претендуют на продолжение Приорства Российского.

28 ноября 1992 года Его Святейшество Алексий II, Патриарх Московский и всея Руси, во время своего пребывания в США передал Великому Приору графу Н. А. Бобринскому письмо, в котором призвал 
«Божие благословение на членов Ордена и на его благотворительную деятельность на помощь нашей Православной Церкви и русского народа.»
В 2006 году умер Великий Приор граф Николай Алексеевич Бобринский. Это повлекло за собой приостановление деятельности Ордена в России. С 2006 по 2008 год Великим Приором Ордена был князь Михаил Андреевич Романов, правнук императора Александра III.
В 2008 году Великим Приором стал граф Александр Воронцов-Дашков, чья деятельность сопровождается активной помощью пострадавшим от стихийных бедствий по всему миру. Деятельность Великого Приора прерывается с его смертью в июне 2016 года.
В июле 2014 года, Мария Владимировна, княгиня и представитель династии Дома Романовых, опубликовала заявление через своего канцлера, что она не приемлет и отрицает, любые рыцарские Ордена, дворянские или наследственные Командорства, связанные с орденом Святого Иоанна, которые сохранились после указов Александра I, ссылаясь на историю Мальтийского ордена в России, а также на российские первоисточники.
8 сентября 2016 года Великий Канцлер Великого Приората России Дама Чести графиня Татьяна Николаевна Бобринская основывает Первое московское командорство в Москве.
6 декабря 2017 года Великий Канцлер Великого Приората России Дама Чести графиня Татьяна Николаевна Бобринская на основе прошения трёх московских командорств дарует России статус национального приорства под юрисдикцией Великого Приората России, чей Верховный Совет продолжает находиться в Нью-Йорке.
Великое Приорство Российское не признано Союзом орденов Святого Иоанна Иерусалимского или Мальтийским Орденом.[19]
После смерти Великого Приора графа Иллариона Ивановича Воронцова-Дашкова в мае 2016 года Великое Приорство Российское (штаб-квартира в Нью-Йорке) возглавила Великий Канцлер графиня Татьяна Николаевна Бобринская.

## Стилизации / мимикрирующие ордены
История этой традиции была осложнена различными мимикрирующими орденами. Большие посвятительные сборы (доходящие якобы до $50,000), которые были собраны американской Ассоциацией суверенного военного Мальтийского ордена в начале 1950-х годов, соблазнили Чарльз Пичела создать свой собственный «суверенный Орден Святого Иоанна Иерусалимского, рыцарей Госпитальеров» в 1956 году. Пичел избежал проблем быть обвиненным в имитации «СМОМ», создав своей организации мифическую историю, утверждая, что американские организации, которые он вел, были созданы российскими потомственных Командоров, живущих или посетивших США и датируется 1908 г.; ложные претензии тем не менее ввели в заблуждение многих, включая некоторых академиков. По правде говоря, основы его организации не имеют никакого отношения к подлинной русской традиции Госпитальеров. После создания привлечение нескольких русских дворян в изгнании в состав уже как-то обосновало претензии Пичела. Эта организация и другие привели к созданию десятков других самозваных орденов. Два ответвления организации Пичела добились успеха в получении поддержки двух изгнанных монархов: покойного короля Югославии Петра II, и короля Румынии Михая I .